# Psychologie für die Praxis
Psychologie für die Praxis und ihr Vorgänger Probleme und Ergebnisse der Psychologie waren psychologische Fachzeitschriften der DDR.
Die Zeitschrift Probleme und Ergebnisse der Psychologie wurde 1961 gegründet und war ab Heft 8, 1963 Organ der Gesellschaft für Psychologie der DDR (Gründung am 19. Oktober 1962).
Im Unterschied zur ab 1954 ebenfalls in der DDR erscheinenden und naturwissenschaftlich-experimentell orientierten Zeitschrift für Psychologie gab die Zeitschrift einen breiten Überblick über alle Richtungen der Psychologie. Entsprechend fand in beiden Zeitschriften bis 1990 auch die zeitgenössische gesellschaftswissenschaftlich orientierte Psychologie der DDR Eingang, ohne sich darauf zu begrenzen.
Im Jahr 1983 wurde Probleme und Ergebnisse der Psychologie durch die Zeitschrift Psychologie für die Praxis abgelöst, um den Praxisbezug der Psychologie stärker zu betonen. Dem ging eine allgemeine Kritik an den Sozialwissenschaften voraus, zu wenig Praxisbezug aufzuweisen.
In der Mitteilung des Volksbildungsministeriums wird der Zweck so beschrieben: „Sie bietet Beiträge zur gründlichen und systematischen Auswertung und Anwendung psyhologischer Erkenntnisse und Methoden, insbesondere auch in der pädagogischen Tätigkeit. Damit unterstützt sie die Aneignung psychologischer Erkenntnisse auch bei Lehrern, Schulfunktionären und Lehrerbildnern.“.
1990 wurde die Zeitschrift eingestellt und von keinem anderen Verlag übernommen. Die Orientierung auf die DDR und eine fehlende fachliche Spezifik haben dies begünstigt.
1950 erschien ein Buch "Probleme und Ergebnisse der Psychologie" von John Karl Flugel u. a. im Klett-Verlag Stuttgart.

## Schweizer Zeitschrift
"Psychologie – für die Praxis" hieß auch das Bulletin der Schweizerischen Stiftung für Angewandte Psychologie (SSAP), welches zwischen 1983 und 1992 erschien. Dies führt in Literaturangaben teilweise für Verwirrung, da einige Schweizer Autoren den Bindestrich nicht mit angeben.